# Tillandsia venusta
Tillandsia venusta là một loài thuộc chi Tillandsia. Đây là loài bản địa của Costa Rica và Ecuador.